# Anton Heiller
Anton Heiller /ˈantɔn ˈhaɪ̯lɐ/ (Vienna, 15 settembre 1923 – Vienna, 24 marzo 1979) è stato un organista, compositore e direttore d'orchestra austriaco.

## Vita e attività
Nato nel quartiere viennese di Dornbach, fu fin da giovanissimo avviato dal padre allo studio del pianoforte, dell'armonia e del contrappunto. Negli anni '30 Wilhelm Mück, allora organista del Duomo di Vienna, gli diede lezioni di organo. Dall'aprile del 1941 al giugno del 1942 presso l'Università per la musica e le arti interpretative di Vienna studiò organo, pianoforte, clavicembalo e teoria musicale. Non appena ebbe terminato gli studi fu immediatamente chiamato al servizio militare.
Al termine della guerra lavorò all'Università per la musica, dove aveva studiato, dove nel 1945 gli venne assegnata la cattedra di musica sacra e insegnò inoltre organo, composizione polifonica e, dal 1969, composizione della musica sacra. Nel 1950 assunse la direzione del "Collegium Musicum für zeitgenössische Musik" (Collegium musicum per la musica contemporanea). A partire dal 1947 accanto all'insegnamento si susseguirono vari viaggi per concerti come organista, clavicembalista, direttore d'orchestra, che lo portarono, fra l'altro, in Svizzera e nei Paesi Bassi, dove nel 1952 vinse il primo premio al prestigioso concorso di improvvisazione organistica di Haarlem.
Heiller fu un concertista d'organo molto stimato e si dedicò particolarmente alla musica di Johann Sebastian Bach. Grazie al suo insegnamento all'Università viennese, fu responsabile delle formazione di molti organisti di spicco della nuova generazione e provenienti da ogni parte del mondo. Tenne molte masterclass e corsi estivi. Fra i suoi allievi Michael Radulescu, Peter Planyavsky, Roman Summereder, Ekkehard Schneck e Ernst Triebel. Heiller morì a Vienna nel 1979, a causa di un soffocamento da cibo scambiato per un infarto, dopo che nel 1974 un ictus gli aveva lasciato la mano sinistra parzialmente paralizzata.
La sua tomba d'onore si trova nel Cimitero centrale di Vienna (gruppo 40, numero 133).
Heiller compose quasi esclusivamente musica sacra e per organo caratterizzata da uno stile contrappuntistico denso e venato di cromatismi. La sua produzione comprende messe, Requiem, salmi, mottetti, cantate, oratori e altra musica corale e brani per orchestra. Nelle sue composizioni unisce elementi della tradizione della musica austriaca a quelli della musica contemporanea, includendo in modo esemplare anche la dodecafonia. Nel 1963, Heiller ha eseguito a New York la prima assoluta del Concerto per organo e orchestra di Paul Hindemith, suo amico e mentore dal 1950. Heiller è considerato un modello della musica sacra in Austria e nel sud della Germania nella seconda metà del XX secolo.
Heiller acquisì grandi meriti nel campo della progettazione di nuovi organi in Austria dopo la seconda guerra mondiale; in particolare, si ricorda l'organo da studio con somiere a tiro da lui ideato per l'allora Musik Akademie di Vienna e costruito nel 1958 da Johann Pirchner (Steinach am Brenner), punto di riferimento nella formazione di molte generazioni di organisti. Attualmente questo strumento si trova nella chiesa parrocchiale di Sandleiten nel distretto di Vienna n. 16 Ottakring.
Heiller ricevette varie volte onorificenze ufficiali, fra cui nel 1954 lo Staatspreis für Musik e nel 1969 il Großer Österreichischer Staatspreis. Vinse inoltre molti premi in concorsi d'organo sia austriaci che all'estero.
La moglie, la pianista Erna Heiller, morì a Vienna nel 2007.

## Opere (elenco parziale)
- Toccata per due pianoforti
- Psalmenkantate
- Te Deum
- Musica d'avvento per oboe, violino, coro di voci bianche e organo
- Fantasia super Salve Regina
- Preludio e fuga in la maggiore
- Ecce lignum crucis
- Tanz-Toccata
- Meditazione su Victimae paschali laudes